# Diablo III: Reaper of Souls
Diablo III: Reaper of Souls (Diablo III: Segador de almas en español) es la primera expansión del RPG Diablo III. Fue revelado al público en la feria de videojuegos Gamescom 2013. Fue lanzado para PC y Mac el 25 de marzo de 2014. Blizzard ha declarado que la expansión tendrá versiones para consolas. El contenido del paquete de extensión se lanzará como parte de Diablo III: Ultimate Evil Edition, versión para PlayStation 4 que se programa para lanzarse en 2014. Esa edición del juego también se ha desarrollado para Xbox One.

## Historia
Después de que Diablo fuera derrotado en los Cielos Superiores por el Nephalem (personaje del juego), Tyrael recupera la Piedra Alma Negra (Black Soulstone) que contiene la esencia de los siete Grandes Demonios (Mefisto Señor del Odio, Baal Señor de la Destrucción, Diablo Señor del Terror, Belial Señor de las Mentiras, Azmodán Señor del Pecado, Andariel Señora de la Angustia y Duriel Señor del Dolor). Sabe que es demasiado peligroso dejarla en las manos de mortales o ángeles, así que él y seis Horadrim devuelven la Piedra Esencial Negra a Santuario y tratan de sellarlo en un lugar lejano, donde nunca se puede encontrar: en lo más profundo de la tumba de Rakkis, el primer Rey de Westmarch, el reino establecido al oeste de Khanduras. Sin embargo, el grupo es emboscado por Malthael, el ex-Arcángel de la Sabiduría y exmiembro del Consejo Angiris, que había desaparecido después de la destrucción de la Piedra del Mundo hace veinte años, después de que fuera corrompida por Baal el Señor de la Destrucción (al final de Diablo II: Señor de la Destrucción). Malthael, autodenominándose El Ángel de la Muerte mata a todos excepto uno de los Horadrim e incapacita a Tyrael, y toma la Piedra Esencial Negra.

## Características
Reaper of Souls añade varias  características nuevas al juego principal de Diablo III. Estas incluyen una nueva clase de personaje, el Cruzado (España) o Guerrero Divino (Hispanoamérica) quien recuerda al Paladín del juego Diablo II, que se especializa en juego defensivo, armas grandes (incluso tipos recién introducidos como manguales o rompecabezas), escudos específicos para el personaje y magia sagrada. Se añade un quinto acto, que sigue la búsqueda del Nephalem a través de los restos de Westmarch y la Fortaleza del Pandemónium para detener a Malthael y sus aliados. Además de la campaña, la expansión añade un Modo Aventura, donde los jugadores son libres de vagar por el mundo entero y conseguir bonos aleatorios y calabozos (llamado Grietas de Nephalem) en su oportunidad Un nuevo artesano, el Místico, puede realzar las propiedades y el aspecto del equipo del jugador. La expansión también aumenta el tope de nivel al 70 (desde el 60), y añade nuevas habilidades, runas y capacidades pasivas de todos los personajes, y añade una cuarta ranura para habilidades pasivas que se activa cuando el jugador alcanza el nivel 70.

## Modo Aventura
El Modo Aventura permite a los jugadores explorar cada región que esté disponible en el juego, sin necesidad de iniciar uno nuevo. A ello se suman nuevos objetivos y Personajes no jugables (NPJ o NPC en inglés) tales como bonos, Grietas del Nephalem, la Mística y otras características que estarán disponibles sólo en este modo de juego. Tan pronto como los jugadores completen la campaña (incluido el Acto V recientemente añadido) y derrotan al jefe final Malthael, el modo de aventura se abrirá y quedará disponible para todos los personajes en las cuentas de los jugadores.